# Take a Chance on Me
"Take a Chance on Me" là một bài hát của nhóm nhạc pop Thụy Điển ABBA. Nó được phát hành vào tháng 1 năm 1978 dưới dạng đĩa đơn thứ hai trong album phòng thu thứ năm của họ ABBA: The Album. Bài hát đã được giới thiệu trên một số phần tổng hợp của ABBA như Gold: Greatest Hit.

## Lịch sử
Tiêu đề bài hát của "Take a Chance on Me" khi thu âm là "Billy Boy". Được viết và thu âm vào năm 1977 bởi Benny Andersson và Bjorn Ulvaeus, nó mở đầu như một đoạn giới thiệu không nhạc và được hát bởi Agnetha Fältskog và Anni-Frid Lyngstad, với Fältskog hát những đoạn độc tấu. Nhịp điệu của bài tăng liên tục trong toàn bộ bài hát. Bài hát này là một trong những đĩa đơn đầu tiên của ABBA, trong đó người quản lý của họ Stig Anderson đã không tham gia vào việc viết lời bài hát, tạo cho Andersson và Ulvaeus danh tiếng như một cặp đôi chuyên sáng tác.
Nguồn gốc của bài hát xuất phát từ Ulvaeus, người có sở thích chạy. Trong khi chạy, anh ấy sẽ hát nhẩm một nhịp điệu "tck-a-ch" hết lần này đến lần khác, sau đó phát triển thành "take-a-chance" và cuối cùng là thành lời bài hát này. Mặt B của bài hát là " I'm a Marionette ", mà giống như "Thank You for the Music" và "I Wonder (Departure)" (mặt B cho đĩa đơn trước đó của họ, "The Name of the Game"), được dự định sẽ là một phần của một vở nhạc kịch nhỏ mang tên Cô gái có mái tóc vàng mà Andersson và Ulvaeus đã lên kế hoạch thực hiện, nhưng cuối cùng đã tạm gác lại.

## Tiếp nhận
"Take a Chance on Me" là một trong những bản hit thành công nhất của ABBA, trở thành bài hát số 1 tại Anh thứ 7 của nhóm (bài hát đứng đầu bảng xếp hạng thứ ba liên tiếp của ABBA ở nước này sau các bài hát "Knowing Me, Knowing You" và "The Name of the Game"). Đây cũng là đĩa đơn số 1 cuối cùng của ABBA tại Vương quốc Anh những năm 1970 và mang đến cho nhóm sự khác biệt khi trở thành nhóm nhạc với các đĩa đơn đứng đầu bảng xếp hạng nhiều nhất trong thập niên 1970 ở Anh.
"Take a Chance on Me" cũng đứng đầu các bảng xếp hạng ở Áo, Bỉ, Ireland và Mexico, và là một hit 3 tại Canada, Đức, Hà Lan, Rhodesia, Thụy Sĩ và Hoa Kỳ (cũng đạt # 9 trên AC biểu đồ), nơi được cho là đã bán được nhiều bản hơn "Dancing Queen". "Take a Chance on Me" cũng lọt vào Top 10 tại Pháp, Na Uy và Nam Phi.